# おとめ座W型変光星
おとめ座W型変光星(W Virginis variable)は、II型ケフェイド変光星のうち脈動周期が10日から20日のサブクラスである。スペクトル型はF6からK2である。
1942年にアンドロメダ銀河のケフェイド変光星を研究していたウォルター・バーデが初めてケフェイド変光星とは別の分類であることに気付いた。